# KkStB 31 sorozat
A kkStB 31 sorozatba  az Osztrák–Magyar Monarchia Császári és Királyi Osztrák Államvasutak (k.k. österreichische Staatsbahnen, kkStB) különböző magánvasúti eredetű tehervonati szerkocsis gőzmozdonyokat sorolt be. A sorozat mozdonyai eredetileg a Vorarlberger Bahn, az Osztrák–Magyar Államvasút-Társaság, valamint a Dniester Bahn tulajdonában voltak.

## kkStB 31.01–04 (Vorarlberger Bahn)
Ezeket a mozdonyokat 1894-ben a kkStB átsorolta a kkStB 35.91-94 pályaszámtartományba, majd 1904-ben a kkStB 135.91-94-be.

## Fordítás
- Ez a szócikk részben vagy egészben  a   kkStB 31 című német Wikipédia-szócikk fordításán alapul.  Az eredeti cikk szerkesztőit annak laptörténete sorolja fel. Ez a jelzés csupán a megfogalmazás eredetét és a szerzői jogokat jelzi, nem szolgál a cikkben szereplő információk forrásmegjelöléseként.